# Menaka brunnea
Menaka brunnea là một loài tò vò trong họ Ichneumonidae.